# Isla Phillips
Isla Elizabeth Phillips (Gloucester, Anglaterra; 29 de març de 2012) és la segona filla de Peter Phillips, el net gran de la reina d'Anglaterra, i Autumn Patricia Kelly.
És la segona besneta de la reina Isabel II del Regne Unit i el seu marit el duc Felip d'Edimburg, i la segona neta de la princesa Anna, princesa real i el seu exmarit el capità Phillips.
 Igual que el seu pare, no té cap títol real però es troba en la línia de successió al tron britànic, ocupant el 18è lloc.

## Biografia

### Naixement
Isla Phillips va néixer al Gloucestershire Royal Hospital el dia 29 de març de 2012. Els seus pares Peter Phillips i Autumn Patricia Kelly, que es trobaven vivint a Hong Kong per motius de treball, es van traslladar a Anglaterra perquè el naixement de la petita es portés a terme allà.
En néixer, va ocupar el tretzè lloc en la línia successòria del Regne Unit, però després del naixement dels fills dels ducs de Cambridge, Isla es va veure desplaçada fins a la dissetena posició.Juntament amb la seva germana gran, Isla posseeix la doble nacionalitat britànica i canadenc.

### Bateig
Isla va ser batejada l'1 de juliol de 2012 a Avening, Gloucestershire, a l'església de Sant Nicolau, prop de la llar de la princesa Anna a Gatcombe Park. Com va passar amb la seva germana, el nom dels seus padrins de baptisme no ha estat anunciat.

### Primers anys
La seva primera aparició pública va ser al balcó del palau de Buckingham durant la celebració del Trooping de Colour en 2017. A l'octubre de 2018, va formar part del seguici nupcial del casament de la princesa Eugènia i Jack Brooksbank.